# József Csermely
József Csermely, född 3 januari 1945 i Kunhegyes, är en ungersk före detta roddare.
Csermely blev olympisk silvermedaljör i fyra utan styrman vid sommarspelen 1968 i Mexico City.